# Masse minimale
En astronomie, la masse minimale est la valeur inférieure de la masse d'un objet observé comme une planète, une étoile, un système binaire, une nébuleuse, ou un trou noir, obtenue par calcul. La masse minimale est une donnée largement citée pour les exoplanètes.
La plupart des planètes extrasolaires étant détectées par la méthode des vitesses radiales, qui révèle des planètes en mesurant des variations dans le mouvement des étoiles le long de l'axe de visée, les vraies inclinaisons orbitales et vraies masses des planètes sont généralement inconnues.
Si l'inclinaison peut être déterminée, la vraie masse peut être obtenue à partir de la masse minimale par la relation suivante :
{\displaystyle M_{\text{vraie}}={\frac {M_{\min }}{\sin i}}\,}
Pour des corps orbitant dans des systèmes stellaires et planétaires extrasolaires, une inclinaison de 0° ou 180° correspond à une orbite vue de face, alors qu'une inclinaison de 90° correspond à une orbite vue de profil.